# 福昌君
福昌君（韓語：복창군，1642年1月29日—1680年5月24日），諱李楨（韓語：이정），是朝鮮王朝時代的王族成員。

## 生平
李楨是麟坪大君李㴭的次子，福川府夫人同福吳氏所生，有同母兄長福寧君李栯、弟弟福善君李柟、福平君李㮒，後以大君之子封為正二品爵福昌君。
顯宗三年（1662年）二月十四，授品秩正二品崇憲大夫（韓語：소덕대부）。兩年後（1665年）執義吳斗寅（韓語：오두인）上書福昌君掠取貢物而要求將他罷職，獲得顯宗許可。不久，李楨就在顯宗九年（1668年）被任命為謝恩使（韓語：사은사）出使清朝；肅宗元年（1674年）福昌君再次任命為冬至兼謝恩使（韓語：동지 겸 사은사）出使清朝。
至肅宗六年（1680年）發生三福之變，因西人黨人金錫冑、金益勳舉報福昌君和許堅（韓語：허견）、弟弟福善君、福平君李㮒三人密謀擁戴他為國王，引起庚申換局，許堅父親許積等南人黨人被肅清，他也因此在同年四月二十六被賜死。
高宗元年（1864年），高宗恢復了他的名譽和爵位。

## 家族關係
- 正室：昌原郡夫人 黃氏，黃道明（韓語：황도명）女
  - 養子：完原君李烒（韓語：완원군 이식），生父福平君李㮒

## 附註
1. ↑  《國朝人物考》〈麟坪大君 李㴭〉
2. ↑  《顯宗實錄》5卷·三年二月十四條
3. ↑  《顯宗實錄》11卷·六年十二月三十條
4. ↑  《顯宗改修實錄》14卷·七年正月初六條
5. ↑  《顯宗實錄》15卷·九年十月十一條
6. ↑  《肅宗實錄》3卷·元年三月初五條
7. ↑  《肅宗實錄》9卷·六年四月二十六條
8. ↑  《高宗實錄》1卷·元年七月十一條

- 《韓國歷史與現代韓國》，簡江作著